# Tiraque
Tiraque è un comune (municipio in spagnolo) della Bolivia nella provincia di Tiraque (dipartimento di Cochabamba) con 20.772 abitanti (dato 2010).

## Cantoni
Il comune è suddiviso in due cantoni:
- Palca
- Tiraque